# Heilig-Geist-Kirche (Großhansdorf)

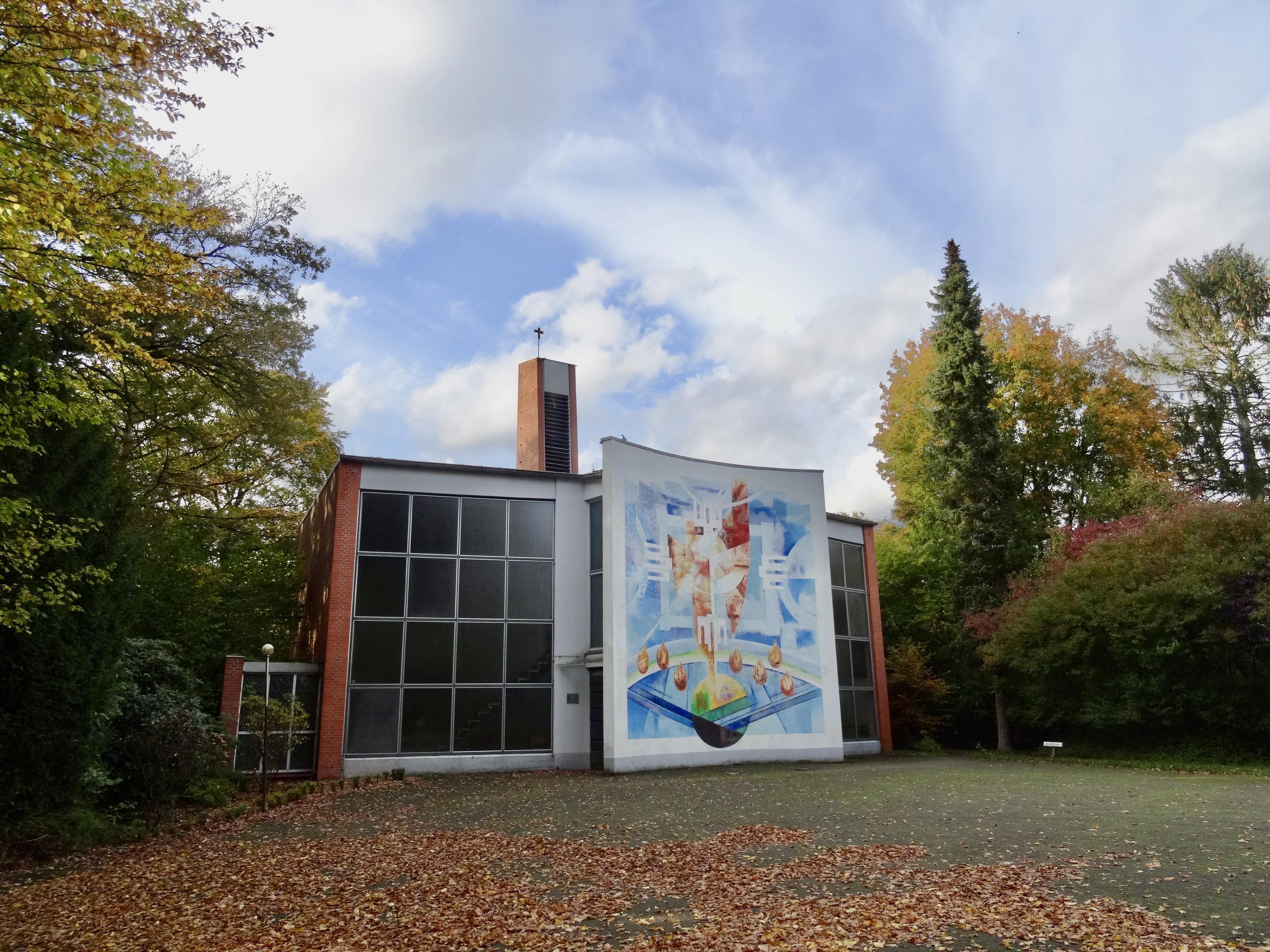
Heilig-Geist-Kirche (Großhansdorf)

Die Heilig-Geist-Kirche ist eine 2024 geschlossene und 2025 profanierte katholische Kirche in Großhansdorf. Sie wurde 1962 geweiht. Als Filialkirche der St.-Ansverus-Pfarrei in Ahrensburg gehört sie zum Erzbistum Hamburg.

## Baugeschichte
Als Folge des Zweiten Weltkrieges kamen viele Flüchtlingen und Vertriebenen auch nach Großhansdorf. Die Katholiken wurden vom Ahrensburger Pfarrer betreut. Ende der 1950er Jahre stellte es sich für die gewachsene Zahl der Katholiken in Großhansdorf, Siek, Hoisdorf, Meilsdorf, Ahrensfelde und Ötjendorf durch die Entfernung als schwierig dar, in Ahrensburg Gottesdienste zu besuchen. 
Die Großhansdorfer Friedhofskapelle wurde der Gemeinde von der politischen Gemeinde als Provisorium zur Verfügung gestellt. Als am 1. Juli 1957 durch eine Stiftung das Grundstück Wöhrendamm 157 in den Besitz der Gemeinde kam, begann man über einen Neubau einer eigenen Kirche Planungen anzustellen. Durch die Spendenbereitschaft der Gemeindeglieder, des Bonifatiuswerks und des Bistums Osnabrück ließ sich die Planung umsetzen. Nach vier Jahren feierte die Gemeinde am 28. Juli 1961 die Grundsteinlegung, das Richtfest folgte am 25. Oktober 1961 und die Kirchweihe wurde am 8. Juli 1962 begangen. Der Turm wurde 1963/1964 errichtet.

## Architektur und Stil
Architekt der Heilig-Geist-Kirche ist der Hamburger Karlheinz Bargholz, der viele Kirchen, aber auch andere Gebäude in Norddeutschland entworfen hat. Die Ausführung übernahm die Firma Westphal & Schulz aus Ahrensburg.
Es handelt sich um ein Gebäude der Nachkriegsmoderne.
Funktionalität und Sachlichkeit standen im Vordergrund, auf Orientierung an historischen Beispielen verzichtete man.

## Ausstattung

### Wandbild am Eingang
Der Eingang der Kirche liegt hinter einem Wandbild des Großhansdorfer Künstlers Siegfried Assmann Himmlisches Jerusalem (1998/1999). Dieses Motiv stammt aus der Offenbarung des Johannes und soll einen Zugang zum Heiligen Geist eröffnen. Zwölf nach außen offene Tore führen in die Stadt, wo Rot dominiert als Farbe der Liebe und des Zeugnisses des auferstandenen Christus. Hier gelangt der Mensch an das Ziel seines Lebens, in ihren Mauern ist er geborgen unter der Taube als Symbol für Frieden. Der Regenbogen, der sich über die Weltkugel spannt, zeigt die Treue Gottes. Der blaue Untergrund verweist auf das Wasser der Taufe. Feuerzungen gehen von der Stadt aus und bewegen sich auf die Welt zu. Es sind die Gaben des Heiligen Geistes: die Gabe der Weisheit, der Einsicht, des Rates, der Erkenntnis und der Stärke, der Frömmigkeit und der Gottesfurcht. Auffälligerweise wird die Kirche so nicht durch große Doppeltüren betreten, sondern durch zwei kleinere Türen, rechts und links hinter dem Wandbild.

### Kirchenschiff
Das helle und durch die Fenster gut ausgeleuchtete Kirchenschiff mit einer Holzdecke ist geprägt durch die Arbeiten von Wilhelm Keudel aus Salzgitter. Altarraum, Kreuzweg, Glasfenster gehören dazu. Das Tabernakel, die Kommunionbank, die Marienfigur und die Kirchenbänke wurden von Gemeindegliedern gespendet. Das Gestühl ist in drei Gruppen hintereinander angeordnet, dazwischen sind zwei Gänge. In den Sitzreihen finden 245 Personen Platz. Der Altarraum, durch drei Stufen vom Kirchenschiff abgetrennt, ist von links nach rechts geschwungen. Das Kruzifix ist ein von Keudel entworfenes Wandbild Christus am Kreuz, auf die geschwungene Wand hinter dem steinernen Altar in Tischform gemalt, sechs Leuchter stehen davor. Rechts oben befindet sich als Symbol des Heiligen Geistes das Glasfenster einer Taube. Der Altarraum wird durch fünf Oberlichter und die Fensterseite rechts mit einigen Fensterbildern erhellt.
1980 wurde der Innenraums unter der Leitung des Architekten Knoblauch aus Ahrensburg renoviert. Er wurde mit hellen Schweka-Steinen verblendet und erhielt 1983 entsprechend der Liturgiereform des Zweiten Vatikanischen Konzils Tabernakel, Ambo und Leuchter aus der Werkstatt des Berliner Bildhauers Paul Brandenburg.

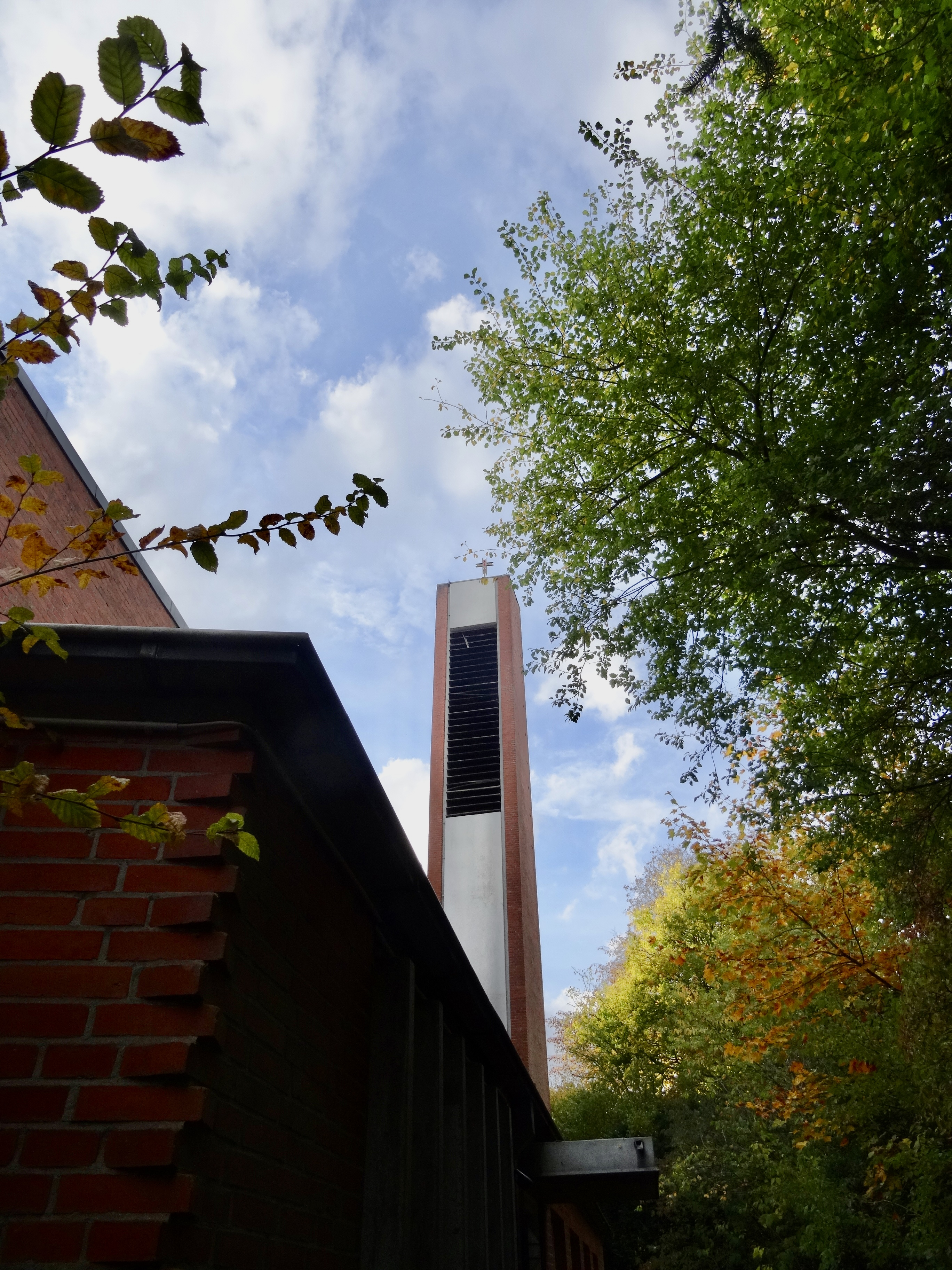
Glockenturm

### Orgel
Die Orgel steht auf der sich in einer deutlichen Rundung in den Kirchenraum schiebenden Empore. Sie wird getragen von einer gegenläufig gerundeten Betonmauer, deren Fläche zehn Fische, eingebunden in das A-und-O-Motiv als Hinweis auf Anfang und Ende menschlichen Lebens in der Geborgenheit des Christentums, auflockern. Das entstandene Oval oben unter der Empore wird durch ein Oval am Boden aufgenommen.
Anfänglich wurde der Gemeindegesang noch durch ein Harmonium begleitet. Die Orgel, erbaut von Klaus Becker, Kupfermühle, wurde am 30. Oktober 1977 eingeweiht. Sie besaß zu Beginn zwei Manuale mit neun Registern. Später wurde ein Pedalwerk mit zwei Registern ergänzt. Die Disposition lautet wie folgt:
| I Hauptwerk C–g3 |    |
| Prinzipal        | 8′ |
| Rohrflöte        | 8′ |
| Oktave           | 4′ |
| Waldflöte        | 2′ |
| Mixtur IV        |    |

| II Nebenwerk C–g3 |    |
| Gedeckt           | 8′ |
| Spitzflöte        | 4′ |
| Prinzipal         | 2′ |
| Sesquialter II    |    |

| Pedal C–f1 |     |
| Subbass    | 16′ |
| Gemshorn   | 8′  |

- Koppeln: II/I, I/P, II/P

### Glocken
Nach Fertigstellung des Turmes 1964 wurden bei der Firma Petit & Gebr. Edelbrock aus Gescher vier Glocken zum Preis von 18.000 DM in Auftrag gegeben. Die Abstimmung der Glocken ist a1, h1, d2, e2.

## Nutzung und Schließung
Die Kirche wurde für Gottesdienste aller Art und Kirchenmusik genutzt. Das Patronatsfest wird zu Pfingsten begangen.
Im Zuge eines neuen Immobilienkonzeptes fand der letzte Gottesdienst am 7. Juli 2024 statt. Per Dekret vom 26. März 2025 wurde die Kirche mit Wirkung vom 1. April 2025 profaniert.